# 487P/Siding Spring
Pour les articles homonymes, voir Siding Spring.
487P/Siding Spring est une comète périodique, actuellement quasi-satellite de Jupiter.
Elle est découverte en 2012 en tant que planète mineure et reçoit alors la désignation 2012 US27. Après qu'une activité cométaire est détectée, sa désignation est changée en P/2012 US27 (Siding Spring). Elle est réobservée en 2024 et reçoit alors la désignation P/2024 N5. Elle reçoit finalement sa désignation permanente, 487P, dans la Minor Planet Circular no 175764 du 13 septembre 2024.